# Лія Вільямсон
Лія Кетрін Вільямсон (англ. Leah Cathrine Williamson, нар. 29 березня 1997, Мілтон-Кінз) — англійська футболістка, захисниця англійського клубу «Арсенал» і збірної Англії.